# Georges Mareschal

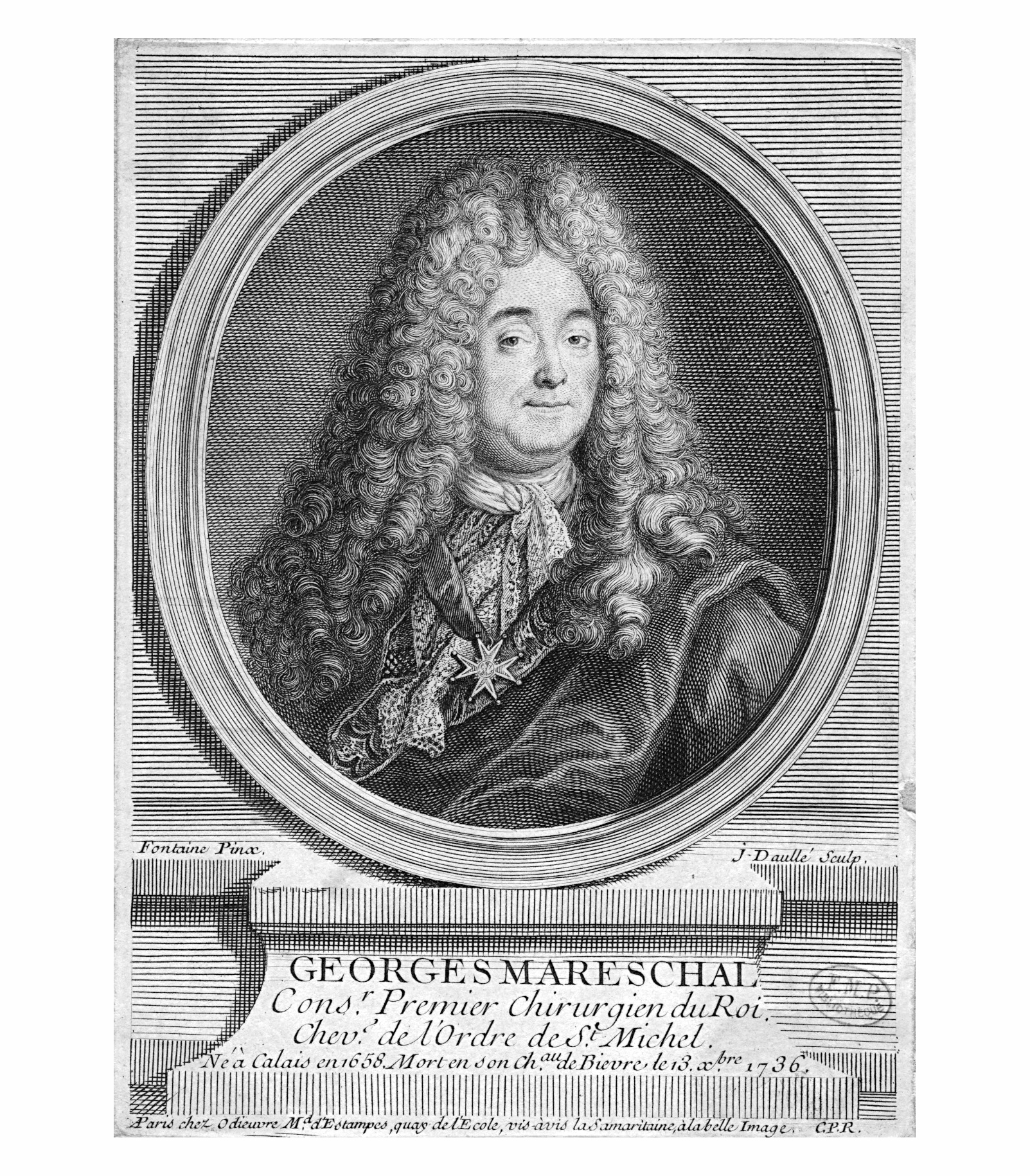
Georges Mareschal

Georges Mareschal, ab 1707 Georges Mareschal, Seigneur de Bièvre (* 8. April 1658 in Calais, Frankreich; † 13. Dezember 1736 in Bièvres (Essonne) auf Château de Bièvre) war Erster Chirurg und Vertrauter von Louis XIV. und Louis XV. sowie Mitbegründer der „Académie de Chirurgie“.

## Leben
Sein Vater John Marshall war ein Ire, der in der Armee von Louis XIII. diente und nach der Schlacht von Rocroi (1643) einschließlich offizieller Übertragung des Namens ins Französische geadelt wurde.
Mareschal kam 1677 nach Paris und arbeitete beim Meister-Chirurgen Simon Le Breton († 25. April 1694). 1684 ging er an das Charité-Hospital, Hôpital de la Charité wo er 1688, zum Magister promoviert, selbst „Meister-Chirurg“ und im Jahr 1692 „Chef-Chirurg“ (Oberwundarzt) wurde. Er modifizierte und verbesserte die Lithotomie (Steinschnitt; operative Entfernung von Steinen).
Im Jahr 1703 wurde Mareschal, nachdem er mehrere Persönlichkeiten, unter anderem König Louis XIV., operiert hatte, vom König ernannter „Erster Chirurg“ und später „Maître d’Hôtel“. 1707 wurde er mit der Namensmehrung „Seigneur de Bièvre“ in den Adelsstand erhoben. Er war mit Marie Roger (ca. 1665–1738) verheiratet, beide hatten sie drei Kinder.
Am 18. Dezember 1731 wurde die von ihm mitbegründete „Königliche Akademie der Chirurgie“ („L'Académie Royale de Chirurgie“) in Paris eröffnet, welche 1743 der Medizinischen Fakultät gleichgestellt wurde. Nach seinem Tod wurde sein ehemaliger Schüler François Gigot de la Peyronie sein Nachfolger.